# Umberto Mozzoni
Umberto Mozzoni (Buenos Aires, 29 giugno 1904 – Roma, 7 novembre 1983) è stato un cardinale e arcivescovo cattolico argentino.

## Biografia
Nacque a Buenos Aires da famiglia oriunda di Macerata il 29 giugno 1904.
Frequentò il seminario di Macerata e poi il Pontificio Seminario Romano Maggiore, il Pontificio Ateneo Sant'Apollinare e l'Università La Sapienza.
Fu ordinato sacerdote il 14 agosto 1927 a Roma; esercitò il ministero nella diocesi di Macerata e insegnò nel locale seminario.
Nel 1935 iniziò la carriera diplomatica, con incarichi in Canada, Regno Unito e Portogallo.
Il 13 novembre 1954 fu eletto arcivescovo titolare di Side e nunzio apostolico in Bolivia. Fu consacrato vescovo il 5 dicembre dello stesso anno dal cardinale James Charles McGuigan, arcivescovo di Toronto. Il 20 novembre 1958 fu nominato nunzio apostolico in Argentina.
Prese parte al Concilio Vaticano II. Fu nominato nunzio apostolico in Brasile il 19 aprile 1969.
Papa Paolo VI lo elevò al rango di cardinale nel concistoro del 5 marzo 1973, affidandogli la diaconia di Sant'Eugenio.
Partecipò ad entrambi i conclavi del 1978, che elessero papa Giovanni Paolo I e papa Giovanni Paolo II.
Il 2 febbraio 1983 optò per l'ordine dei cardinali presbiteri e la sua diaconia fu elevata a titolo pro hac vice.
Morì a Roma il 7 novembre 1983 all'età di 79 anni. Il 10 novembre le sue esequie furono celebrate dal Papa. Fu sepolto nella cattedrale di San Giuliano in Macerata.

## Genealogia episcopale e successione apostolica
La genealogia episcopale è:
- Cardinale Scipione Rebiba
- Cardinale Giulio Antonio Santori
- Cardinale Girolamo Bernerio, O.P.
- Arcivescovo Galeazzo Sanvitale
- Cardinale Ludovico Ludovisi
- Cardinale Luigi Caetani
- Cardinale Ulderico Carpegna
- Cardinale Paluzzo Paluzzi Altieri degli Albertoni
- Papa Benedetto XIII
- Papa Benedetto XIV
- Papa Clemente XIII
- Cardinale Bernardino Giraud
- Cardinale Alessandro Mattei
- Cardinale Pietro Francesco Galleffi
- Cardinale Giacomo Filippo Fransoni
- Cardinale Carlo Sacconi
- Cardinale Edward Henry Howard
- Cardinale Casimiro Gennari
- Arcivescovo Pellegrino Francesco Stagni, O.S.M.
- Arcivescovo Henry Joseph O'Leary
- Cardinale James Charles McGuigan
- Cardinale Umberto Mozzoni

La successione apostolica è:
- Vescovo José Miguel Medina (1962)
- Vescovo Alfonso Pedro Torres Farías, O.P. (1962)
- Arcivescovo Blas Victorio Conrero (1968)
- Vescovo Daniel Tomasella, O.F.M.Cap. (1969)
- Vescovo Onofre Cândido Rosa, S.D.B. (1970)
- Vescovo Agostinho José Sartori, O.F.M.Cap. (1970)
- Vescovo Luiz Eugênio Perez (1970)
- Vescovo Diógenes da Silva Matthes (1971)
- Vescovo Joaquim Rufino do Rêgo (1971)
- Vescovo Antônio Sarto, S.D.B. (1971)
- Vescovo Abel Alonso Núñez, O. de M. (1971)
- Vescovo Estêvão Cardoso de Avellar, O.P. (1971)
- Vescovo Antônio Afonso de Miranda, S.N.D. (1971)